# Costanera Center

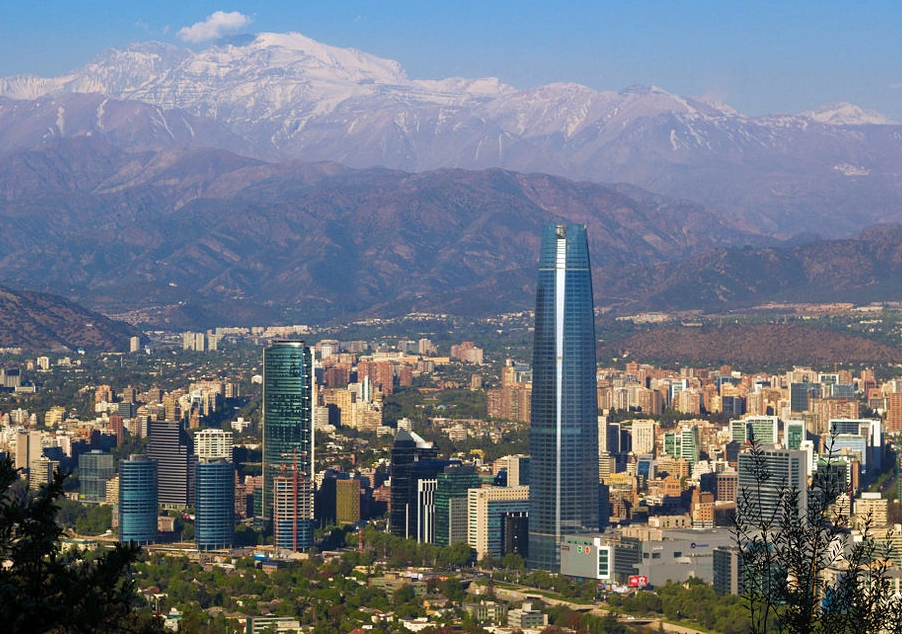
Costanera Center

Costanera Center é um complexo financeiro edificado na comuna da Providencia, na cidade de Santiago, Chile. Consta de um conjunto de quatro edifícios edificados na interseção da Avenida Andrés Bello com a Avenida Nueva Tajamar a alguns metros da estação Tobalaba do Metrô de Santiago. Seu edifício central (Gran Torre Santiago) tem uma altura de 300 metros, o que o faz ser arranha-céus mais alto do Chile e de toda a América do Sul.

## Construção e custos
A construção se deu início em 3 de março de 2006. Devido à crise econômica mundial, sua construção foi totalmente postergada no dia 28 de janeiro de 2009, mas retomada meses depois, no dia 17 de dezembro do mesmo ano. Por isso, se previa que o complexo fosse inaugurado durante o ano de 2012. O projeto teve um custo estimado superior a 600 milhões de dólares, mas que foi recompensado com ganhos anuais que se calculam ao redor dos US$150 milhões depois da inauguração.
O edifício central já era considerado como um mito arquitetônico da cidade de Santiago. Tem um total de 600 mil metros quadrados construídos aos que se somam 120 mil dos três edifícios restantes. Seu desenho foi realizado pelo arquiteto argentino César Pelli, que previamente havia trabalhado na criação das Torres Petronas, em Kuala Lumpur, as mais altas torres do mundo até o ano de 2002. No projeto também se encontraram trabalhando calculistas que desenharam a torre Taipei 101, o terceiro arranha-céu mais alto na atualidade, com 509 metros.

## Centro comercial
O Costanera Center é o projeto emblemático do holding Cencosud. O centro comercial ocupa as quatro primeiras plantas da Torre Central com um total de 200 locais comerciais. Além disso, inclui um supermercado, o Santa Isabel e um Jumbo de dois níveis e 15.000 m² de superfície, e um local Easy.
Conta com as lojas de departamentos París e Ripley, uma praça de alimentação com vista panorâmica que comporta mais de 2.000 usuários, um centro de diversões e 14 salas de cinema. A isto se somam cinco níveis de estacionamentos com uma capacidade de 4.500 veículos.
Por outro lado, conta com dois hotéis: um de quatro e outro de cinco estrelas.